# Catedral de San Pablo el Ermitaño
La Catedral de San Pablo el Ermitaño o Catedral de San Pablo el Simple y alternativamente Catedral de San Pablo es la sede del obispo de la diócesis de San Pablo situada en San Pablo, Laguna, Filipinas. Su Patrono es San Pablo el primer ermitaño o El simple y su fiesta se celebra cada mes el 15 de enero. La Diócesis está encabezada por el Obispo Buenaventura M. Famadico; el Padre Jerry E. Gaela sirve como párroco de la Catedral-parroquia. 
El capitán español Juan de Salcedo llegó por primera vez a Sampaloc en 1571. El nombre de área fue cambiado oficialmente a San Pablo de los Montes en 1586, en honor de San Pablo el primer ermitaño. Ese mismo año, San Pablo se convirtió en una parroquia independiente, y la primera iglesia de madera fue construida bajo los auspicios del padre agustino Mateo Mendoza. 
De 1618 a 1629, una segunda iglesia fue construida en piedra por el padre Hernando Cabrera. En 1680 el padre Juan Labo sentó las bases de la actual iglesia. Este edificio fue comenzado en 1714 y terminado en 1721 por el padre Francisco Juan de Elorreaga.

## Véase también

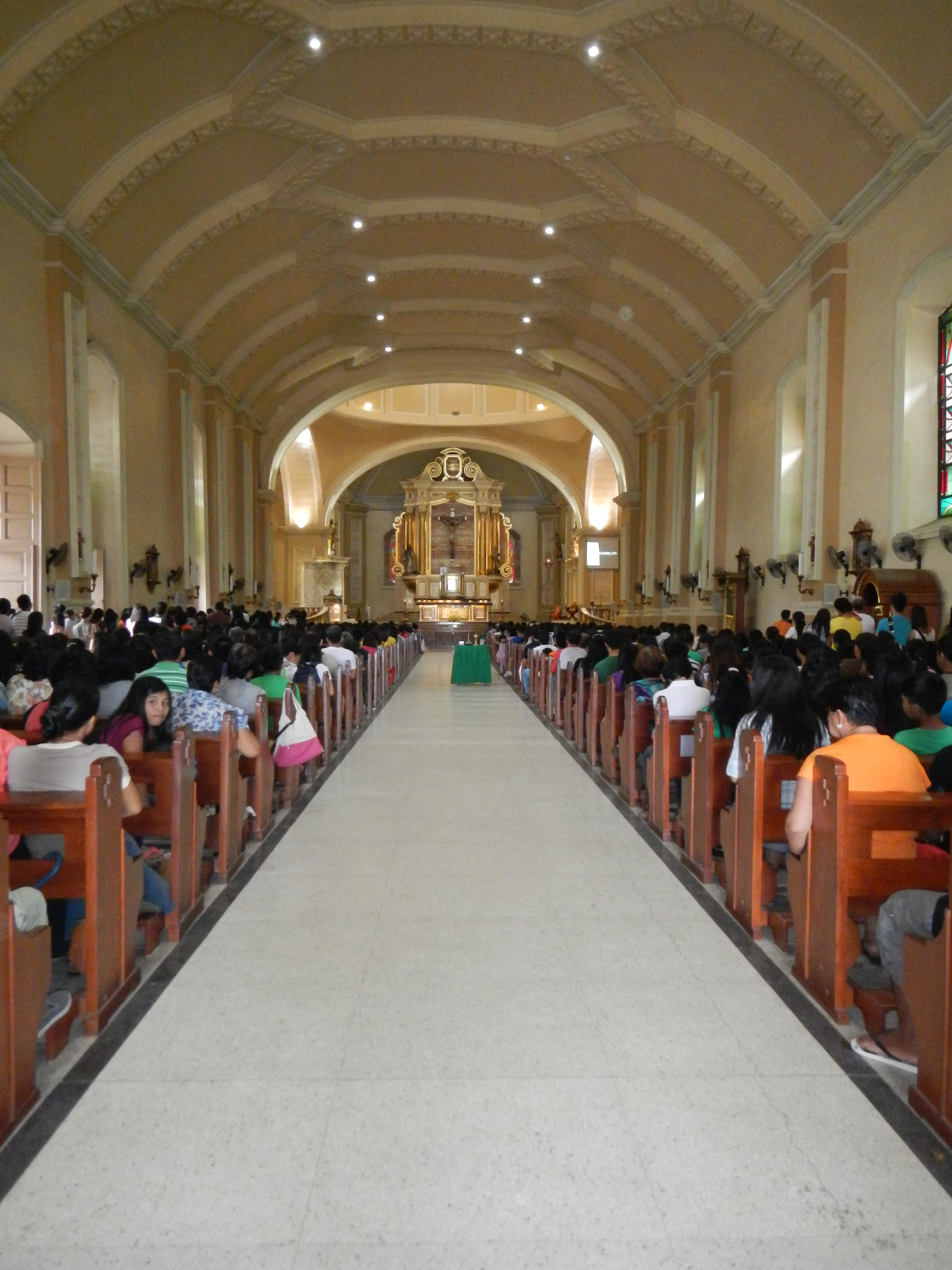
Vista interna